# Jonathan Roberts
Jonathan Robert Stubenrauch (Santa Rosa, California, 20 de abril de 1974) es un bailarín de salón y coreógrafo estadounidense. Es más conocido por ser uno de los bailarines profesionales en la versión estadounidense de Dancing with the Stars de ABC, en el cual participó en siete de las primeras diez temporadas.

## Primeros años
Decidió bailar después de recibir una lección gratuita en un estudio de baile local cuando tenía veinte años.

## Carrera

### Dancing with the Stars
Roberts fue uno de los primeros bailarines profesionales de Dancing with the Stars participando en la temporada 1 donde fue emparejado con la supermodelo y actriz Rachel Hunter, llegando hasta la cuarta semana y quedando en el cuarto puesto. En 2006, para la temporada 2 tuvo de pareja a la periodista Giselle Fernández, siendo eliminados en la tercera semana y quedando en el octavo puesto en la competencia. Roberts no participó para la temporada 3.
En 2007, Roberts regresó para la temporada 4 donde fue emparejado con la modelo y activista Heather Mills, siendo eliminados en la sexta semana de la competencia y terminaron en el séptimo puesto. Para la temporada 5 tuvo como pareja a la cantante y actriz Marie Osmond, con quien logró llegar a la final de la temporada ubicándose en el tercer puesto.
En 2008, fue emparejado con la tenista profesional Monica Seles para la temporada 6, donde fueron una de las dos primeras parejas eliminadas en una doble eliminación, quedando en el undécimo puesto. Roberts no formó parte de la temporada 7.
En 2009, Roberts regresó para la temporada 8 donde fue emparejado con la cantante Belinda Carlisle, siendo la primera pareja eliminada de la competencia y quedando en el decimotercer puesto. En la temporada 9 tuvo como pareja a la cantante Macy Gray; ellos fueron la segunda pareja en ser eliminada en una doble eliminación, quedando en el decimoquinto puesto. Esta fue la última temporada de Roberts en el programa.

#### Rendimiento
| Temporada | Pareja            | Puesto | Promedio |
| --------- | ----------------- | ------ | -------- |
| 1         | Rachel Hunter     | 4.º    | 23.75    |
| 2         | Giselle Fernández | 8.º    | 23.00    |
| 4         | Heather Mills     | 7.º    | 22.17    |
| 5         | Marie Osmond      | 3.º    | 24.57    |
| 6         | Monica Seles      | 11.º   | 15.00    |
| 8         | Belinda Carlisle  | 13.º   | 17.50    |
| 9         | Macy Gray         | 15.º   | 15.00    |

- Temporada 1 con Rachel Hunter

| Semana | Baile / Canción                         | Puntajes de los jueces | Puntajes de los jueces | Puntajes de los jueces | Resultado       |
| Semana | Baile / Canción                         | C. I.                  | L. G.                  | B. T.                  | Resultado       |
| ------ | --------------------------------------- | ---------------------- | ---------------------- | ---------------------- | --------------- |
| 1      | Vals / «Three Times a Lady»             | 7                      | 6                      | 7                      | Sin eliminación |
| 2      | Rumba / «I Don't Want to Miss a Thing»  | 8                      | 8                      | 8                      | Dos últimos     |
| 3      | Tango / «Toxic»                         | 8                      | 9                      | 9                      | Salvados        |
| 4      | Samba / «Soul Bossa Nova»               | 7                      | 9                      | 9                      | Eliminados      |
| 4      | Grupo de Vals vienés / «I Got You Babe» | Sin puntos extras      | Sin puntos extras      | Sin puntos extras      | Eliminados      |

- Temporada 2 con Giselle Fernández

| Semana | Baile / Canción                                    | Puntajes de los jueces | Puntajes de los jueces | Puntajes de los jueces | Resultado  |
| Semana | Baile / Canción                                    | C. I.                  | L. G.                  | B. T.                  | Resultado  |
| ------ | -------------------------------------------------- | ---------------------- | ---------------------- | ---------------------- | ---------- |
| 1      | Vals / «I Never Loved a Man (The Way I Loved You)» | 7                      | 8                      | 8                      | Salvados   |
| 2      | Rumba / «Take My Breath Away»                      | 8                      | 8                      | 8                      | Salvados   |
| 3      | Tango / «Hernando's Hideaway»                      | 7                      | 8                      | 7                      | Eliminados |

- Temporada 4 con Heather Mills

| Semana | Baile / Canción                           | Puntajes de los jueces | Puntajes de los jueces | Puntajes de los jueces | Resultado       |
| Semana | Baile / Canción                           | C. I.                  | L. G.                  | B. T.                  | Resultado       |
| ------ | ----------------------------------------- | ---------------------- | ---------------------- | ---------------------- | --------------- |
| 1      | Foxtrot / «Cheek to Cheek»                | 6                      | 6                      | 6                      | Sin eliminación |
| 2      | Mambo / «Mambo Italiano»                  | 8                      | 8                      | 8                      | Salvados        |
| 3      | Jive / «Can I Get a Witness»              | 8                      | 8                      | 8                      | Salvados        |
| 4      | Vals / «Sandy's Song»                     | 7                      | 8                      | 8                      | Salvados        |
| 5      | Samba / «Heaven Must Be Missing an Angel» | 7                      | 7                      | 7                      | Dos últimos     |
| 6      | Pasodoble / «Don't Cry For Me Argentina»  | 7                      | 8                      | 8                      | Eliminados      |
| 6      | Grupo de Swing / «Rock This Town»         | Sin puntos extras      | Sin puntos extras      | Sin puntos extras      | Eliminados      |

- Temporada 5 con Marie Osmond

| Semana        | Baile / Canción                                | Puntajes de los jueces | Puntajes de los jueces | Puntajes de los jueces | Resultado     |
| Semana        | Baile / Canción                                | C. I.                  | L. G.                  | B. T.                  | Resultado     |
| ------------- | ---------------------------------------------- | ---------------------- | ---------------------- | ---------------------- | ------------- |
| 1             | Foxtrot / «I Hear a Symphony»                  | 7                      | 7                      | 7                      | Salvados      |
| 2             | Mambo / «Mambo (Uno, Dos, Tres)»               | 8                      | 8                      | 8                      | Salvados      |
| 3             | Tango / «Please Mister Brown»                  | 9                      | 8                      | 9                      | Salvados      |
| 4             | Vals vienés / «Can't Help Falling in Love»     | 9                      | 9                      | 8                      | Salvados      |
| 5             | Samba / «Crickets Sing for Anamaria»           | 7                      | 7                      | 7                      | Salvados      |
| 6             | Pasodoble / «Erythrina Fusca»                  | 8                      | 8                      | 7                      | Salvados      |
| 6             | Grupo de Rock and roll / «Rockin' Robin»       | Sin puntos extras      | Sin puntos extras      | Sin puntos extras      | Salvados      |
| 7             | Quickstep / «Boogie Woogie Bugle Boy»          | 10                     | 9                      | 9                      | Salvados      |
| 7             | Chachachá / «Venus»                            | 8                      | 8                      | 8                      | Salvados      |
| 8             | Rumba / «My Cherie Amour»                      | 8                      | 8                      | 8                      | Salvados      |
| 8             | Jive / «Whose Bed Have Your Boots Been Under?» | 8                      | 9                      | 8                      | Salvados      |
| 9 (Semifinal) | Quickstep / «Good Morning»                     | 10                     | 10                     | 9                      | Salvados      |
| 9 (Semifinal) | Mambo / «Guaglione»                            | 9                      | 9                      | 9                      | Salvados      |
| 10 (Final)    | Samba / «Chica Chica Boom Chic»                | 8                      | 8                      | 8                      | Tercer puesto |
| 10 (Final)    | Freestyle/ «Start Me Up»                       | 8                      | 7                      | 7                      | Tercer puesto |

- Temporada 6 con Monica Seles

| Semana | Baile / Canción                                 | Puntajes de los jueces | Puntajes de los jueces | Puntajes de los jueces | Resultado       |
| Semana | Baile / Canción                                 | C. I.                  | L. G.                  | B. T.                  | Resultado       |
| ------ | ----------------------------------------------- | ---------------------- | ---------------------- | ---------------------- | --------------- |
| 1      | Foxtrot / «Bubbly»                              | 5                      | 5                      | 5                      | Sin eliminación |
| 2      | Mambo / «My Lovin' (You're Never Gonna Get It)» | 5                      | 5                      | 5                      | Eliminados      |

- Temporada 8 con Belinda Carlisle

| Semana | Baile / Canción                           | Puntajes de los jueces | Puntajes de los jueces | Puntajes de los jueces | Resultado       |
| Semana | Baile / Canción                           | C. I.                  | L. G.                  | B. T.                  | Resultado       |
| ------ | ----------------------------------------- | ---------------------- | ---------------------- | ---------------------- | --------------- |
| 1      | Vals / «What the World Needs Now is Love» | 6                      | 6                      | 5                      | Sin eliminación |
| 2      | Salsa / «Higher»                          | 6                      | 6                      | 6                      | Eliminados      |

- Temporada 9 con Macy Gray

| Semana | Baile / Canción                                         | Puntajes de los jueces | Puntajes de los jueces | Puntajes de los jueces | Resultado  |
| Semana | Baile / Canción                                         | C. I.                  | L. G.                  | B. T.                  | Resultado  |
| ------ | ------------------------------------------------------- | ---------------------- | ---------------------- | ---------------------- | ---------- |
| 1      | Vals vienés / «(You Make Me Feel Like) A Natural Woman» | 6                      | 4                      | 5                      | Eliminados |
| 1      | Relevo de Chachachá / «Centerfold»                      | 4 puntos extras        | 4 puntos extras        | 4 puntos extras        | Eliminados |

### Premios y logros
En el pasado Roberts ha competido y ganado los siguientes premios:
- 2008 Ganador del World Professional Smooth, con Valentina Kostenko[14]
- 2008 Ganador del US National Professional Smooth, con Valentina Kostenko
- 2004 Ganador del US National Professional Rising Star Latin, con Anna Trebunskaya
- 2003 Ganador del Blackpool Professional Rising Star Latin, con Anna Trebunskaya
- 1997 Ganador del US National Professional Rising Star Ballroom, con Roberta Sun[15]
- 10 veces ganador del USA pro-am
- Ganador del USA pro-am Latin
- Ganador del USA pro-am American Ballroom

## Vida personal
Él se casó con la bailarina y su pareja de baile Anna Trebunskaya en 2003. En octubre de 2012, luego de nueve años de matrimonio, Roberts y Trebunskaya anunciaron su separación y que estaban planeado divorciarse.
Actualmente reside en  California.